# Phú Thành B
Phú Thành B là một xã thuộc huyện Tam Nông, tỉnh Đồng Tháp, Việt Nam.
Xã Phú Thành B có diện tích 51,31 km², dân số năm 2012 là 5.672 người, mật độ dân số đạt 110 người/km².